# Korpåsen

Korpåsen (Kôrspås'n på hasselamål) är en by i nordvästra delen av Hassela socken och Nordanstigs kommun, Hälsingland. Byn präglades under 1600-talet av invandring av svedjefinnar.